# New Brunswick
New Brunswick (franska: Nouveau-Brunswick) är en provins i sydöstra Kanada. Huvudstaden är Fredericton. Provinsen har enligt Statistics Canada år 2009 748 329 invånare och är den enda officiellt tvåspråkiga provinsen i Kanada, och har alltså både engelska och franska som officiellt språk. En majoritet av invånarna talar engelska, men den fransktalande minoriteten uppgår till 33 % av provinsens befolkning, främst av akadiskt ursprung.
Provinsens namn kommer från den franska och engelska översättningen av staden Braunschweig i norra Tyskland, den brittiske kungen George III:s ätts hemstad.

## Historia
New Brunswicks ursprungsinvånare bestod av tre distinkta folkstammar. Den största stammen var mi'kmaq, som upptog de östliga och kustnära områdena i provinsen. De är kända för Augustinehögen i området som byggdes omkring 800 f.Kr., nära Metepenagiag Mi'kmaq Nation. Den västra delen av provinsen är traditionell boplats för wolastoqiyikfolket. Den mindre passamaquoddystammen har varit bosatt i provinsens sydvästra del.

### Den franskkoloniala eran
Den första kända utforskningen av New Brunswick genomfördes av fransmannen Jacques Cartier 1534, som upptäckte och namngav Baie des Chaleurs. Nästa franska kontakt skedde 1604, då ett sällskap lett av Pierre du Gua de Monts och Samuel de Champlain slog upp läger för vintern på Saint Croix Island, mellan New Brunswick och Maine. Kolonin flyttades nästa år till andra sidan Bay of Fundy till Port Royal i Nova Scotia. Under nästkommande 150 år grundades andra franska bosättningar i området. Hela den maritima regionen (såväl som delar av Maine) ansågs då som delar av den franska kolonin Akadien.
Ett av villkoren vid freden i Utrecht 1713 var att Nova Scotia skulle övergå till britterna. Den största delen av den akadiska befolkningen fann sig då alltså bosatta i en ny brittisk koloni. Resterande Akadien var glest befolkat och svagt försvarat. 1750 lät Frankrike bygga två fort (Fort Beauséjour och Fort Gaspareaux) för att försvara sitt kvarvarande territorium. En större fransk fortifikation (Louisbourg) byggdes också på Île Royale (Kap Bretonön), men dess funktion var främst att försvara kolonin Kanada, inte Akadien.
Som en del av Sjuårskriget (1756-63) kom britterna att kontrollera hela New Brunswick. Fort Beauséjour (nära Sackville) ockuperades av brittiska trupper under ledning av Robert Monckton 1755. Akadierna i de närliggande områdena kom sedermera att förvisas i vad som kallas Great Upheaval. Några akadier lyckades fly, och under Joseph Broussards ledning fortsatte dessa att bedriva gerillakrig mot de brittiska trupperna under några år. Britterna tog sig även upp längs St John-floden både 1758 och 1759 och Fort Anne (Fredericton) föll 1759. Efter detta kom hela det område som idag är New Brunswick att komma under brittisk överhöghet.

### Den brittiskkoloniala eran
Efter Sjuårskriget hade större delen av New Brunswick (inklusive delar av Maine) absorberats i kolonin Nova Scotia och fått namnet Sunbury County. New Brunswicks relativt isolerade lokalisering vid Bay of Fundy, en bit bort från Atlantens faktiska kustlinje gjorde att platsen förblev glest befolkad efter krigets slut, då nya bosättningar inte uppmuntrades. Det fanns dock ett antal undantag, såsom invandrare från New England och Nederländerna i Sackville respektive Moncton 1766. I båda fallen gavs mark som tidigare tillhört de deporterade akadierna till nybyggarna.
Den amerikanska revolutionen hade ingen kraftig effekt på regionen, utöver en attack mot Fort Cumberland (före detta Fort Beauséjour) av rebellsympatisörer ledda av Jonathan Eddy. Nova Scotias folkmängd växte slutligen då 14 000 flyktingar tillhörande den amerikanska lojalistiska rörelsen anlände från USA 1783. Inflytelserika lojalister såsom Edward Winslow såg sig själva som naturliga ledare i sin gruppering och ansåg sig värda kompensation för sin rang och lojalitet. De uppskattades dock inte av den tidigare befolkningen i området. 55 inflytelserika handelsmän och hantverkare anhöll därför om landytor på 5000 acre (cirka 20 kvadratkilometer) var. Winslow ville skapa en "lojalistkoloni", ett område som skulle väcka avund i USA. Detta gjorde att Nova Scotia delades upp, och kolonin New Brunswick skapades 16 augusti 1784. Thomas Carleton utsågs till guvernör 1784 och 1785 hölls de första valen som bekräftade en första representantförsamling.
Under sent 1700- och tidigt 1800-tal flyttade några av de deporterade akadierna tillbaka till den nya kolonin New Brunswick, där de bosatte sig främst längs kolonins östra och norra kuster. Där levde de under självförvållad isolation från omvärlden.
Vidare invandring till New Brunswick skedde under tidigt 1800-tal från Skottland, västra England samt från Waterford på Irland. De flesta av dessa kom via Newfoundland. En stor andel nybyggare kom till New Brunswick 1845 från Irland efter en svår svältperiod. Många av dessa bosatte sig i Saint John eller Chatham, områden som fortfarande till stor del är bosatta av ättlingar till irländare.
Den nordvästliga gränsen mellan Maine och New Brunswick hade inte blivit tydligt definierad vid Parisavtalet 1783 som avslutade den amerikanska revolutionen. Under sent 1830-tal skapade en ökad befolkning och konkurrerande avverkningsintressen ett behov av en definitiv gränsdragning i området. Under vintern 1838–39 kallades militära styrkor in. Situationen slutade utan blodsutgjutelse och 1842 definierades slutligen en gräns.
Genom mitten av 1800-talet blev varvsindustrin den mest betydande industrin i New Brunswick. Fartyget Marco Polo var världens snabbaste klipperskepp och stod färdigt 1851. Råvarubaserade industrier såsom avverkning och jordbruk var också viktiga delar av New Brunswicks ekonomi under den här tiden.

### Kanadensisk provins
New Brunswick var en av de fyra ursprungsprovinserna som utgjorde Kanada, och blev en del av den kanadensiska konfederationen 1 juli 1867. Den konferens som hölls 1864, som slutligen ledde till att konfederationen bildades, var egentligen bara avsedd att diskutera en union mellan kustprovinserna, men på grund av oro över amerikanska inbördeskriget såväl som fenisk aktivitet längs gränsen gjorde att ett intresse för att öka unionens omfattning. Intresset för att utöka omfattningen kom från provinsen Kanada, som senare skulle komma att utgöra Ontario och Québec, och en begäran från denna provins om att ändra konferensens agenda lämnades in. Även om ledarna i kustprovinserna övertygades av kanadensarnas argument, ville inte många vanliga medborgare i dessa provinser ha någon del i den större konfederationen av risk att bli negligerade i en större union. Många politiker som stödde unionen blev bortröstade vid nästa val, men de som stödde en större konfederation kom till slut att triumfera. 
Efter att konfederationen bildats kom de skeptiska invånarnas fruktan att visas korrekt då nya nationella politiska linjer och handelshinder införts av den centrala regeringen, vilket störde det historiska handelssamarbetet mellan de maritima provinserna och New England. Situationen i New Brunswick förvärrades efter en stor stadsbrand i Saint John 1877 och en nergång i varvsindustrin. Arbetare tvingades därför flytta till andra delar av Kanada eller till USA för att skaffa arbete. Efter 1900-talets början kom provinsens ekonomi dock åter att förbättras. Tillverkningsindustrin stärktes i och med att flera spinnerier byggts, och inom skogssektorn tillkom trämasse- och pappersbruk. Järnvägsindustrin skapade därtill tillväxt i Monctonregionen. Arbetslösheten hölls dock ändå hög och stora depressionen medförde ytterligare ett bakslag. Två inflytelserika familjer höjde sig ur depressionen och började modernisera ekonomin i provinsen, framförallt skogs-, livsmedels och energiindustrierna.
Akadierna i norra New Brunswick hade nu länge varit geografiskt och lingvistiskt isolerade från den engelskspråkiga majoriteten som bodde i södra delen av provinsen. Myndighetstjänster var ofta inte tillgängliga på franska och infrastrukturen i de franska områdena var tydligt mindre utvecklad än i övriga delar av provinsen. Detta förändrades då Louis Robichaud valdes 1960. Han utvecklade en plan för lika möjligheter, där utbildning, vägunderhåll och sjukvård föll under myndighetsansvar som insisterade på lika täckning för alla provinsens områden. Lokala countyfullmäktigen avskaffades och de glesbefolkade områdena kom under direkt provinsiell jurisdiktion. 1969 blev franska officiellt språk i New Brunswick.

## Geografi
I norr gränsar New Brunswick till Gaspéhalvön i Québec och Baie des Chaleurs; i öst mot Saint Lawrenceviken och Northumberlandsundet; i söder avskils New Brunswick från Nova Scotia av Bay of Fundy som sträcker sig till Chignectonäset; i väst gränsar provinsen till den amerikanska delstaten Maine.
Provinsen har en land- och vattenyta på 72 908 kvadratkilometer. Omkring 20 procent består av odlad eller urbaniserad mark, resten är skog. De urbana områdena återfinns främst i provinsens södra delar.
New Brunswick tillhör Kustprovinserna men skiljer sig ändå naturgeografiskt, klimatmässigt och kulturellt ifrån sina grannar. Nova Scotia och Prince Edward Island är helt omgivna av vatten och deras klimat, ekonomi och kultur hör intimt samman med närheten till Atlanten. New Brunswick har trots sin betydande kust ett omfattande inre landskap som är skyddat från havet och mycket av provinsens inre, såsom lokalisering av städer, präglas därför i stället av dess floder. Provinsen åtnjuter också ett mer kontinentalt klimat än de övriga kustprovinsernas maritima klimat.
De största floderna i New Brunswick är Saint John, Petitcodiac, Miramichi, Saint Croix och Ristigouche. Norra New Brunswick täcks av bergskedjan Appalacherna, och östra och centrala delen täcks av lågland. Nordvästra delen av provinsen består av bergsområden med höjd upp till 817 meter över havet (Mount Carleton). Den odlingsbara marken i provinsen återfinns främst i sydöstra delen av provinsen, i floddalarna. Provinsens tre större orter ligger alla i provinsens sydligaste tredjedel.
| De tio största städerna | De tio största städerna | De tio största städerna |
|                         | 2001                    | 1996                    |
| ----------------------- | ----------------------- | ----------------------- |
| Saint John              | 69 661                  | 72 494                  |
| Moncton                 | 61 046                  | 59 313                  |
| Fredericton             | 47 560                  | 46 507                  |
| Miramichi               | 18 508                  | 19 241                  |
| Edmundston              | 17 373                  | 17 876                  |
| Riverview               | 17 010                  | 16 684                  |
| Dieppe                  | 14 951                  | 12 497                  |
| Quispamsis              | 13 757                  | 13 579                  |
| Bathurst                | 12 924                  | 13 815                  |
| Rothesay                | 11 505                  | 11 470                  |

## Demografi

### Etniciteter
De First Nations-folkslag som finns representerade i New Brunswick är mi'kmaq och wolastoqiyik. De första europeiska invånarna, akadierna, är ättlingar till överlevarna av en händelse 1755, då tusentals franska bosättare skickades i exil till Nordamerika, Storbritannien och Frankrike, då de vägrat att svära trohet till George III av Storbritannien. De akadier som deporterades till Louisiana kallas cajuner.
Stora delar av den engelskkanadensiska befolkningen i New Brunswick är ättlingar till de lojalister som flydde från den amerikanska revolutionen. Provinsens motto, Spem reduxit ("hoppet återställdes"), hänvisar till detta. Det finns också en betydelsefull irländsk minoritet, framförallt i Saint John och Miramichidalen. Utspridda i hela provinsen finns även en del invånare med skotsk härstamning, främst i Campbellton och Miramichidalen.

### Språk
Av provinsens 729 997 invånare svarade år 2006 708 145 personer på frågan om vilket som var deras modersmål. De vanligaste svaren var:
| 1.  | engelska     | 463 163 | 64,83 % |
| 2.  | franska      | 232 975 | 32,61 % |
| 3.  | mi'kmaq      | 2 515   | 0,35 %  |
| 4.  | kinesiska    | 2 160   | 0,30 %  |
| 5.  | tyska        | 1 935   | 0,27 %  |
| 6.  | nederländska | 1 290   | 0,18 %  |
| 7.  | spanska      | 1 040   | 0,15 %  |
| 8.  | arabiska     | 970     | 0,14 %  |
| 9.  | koreanska    | 630     | 0,09 %  |
| 10. | italienska   | 590     | 0,08 %  |
| 11. | wolastoqey   | 490     | 0,07 %  |
| 12. | persiska     | 460     | 0,06 %  |

Utöver dessa fanns 560 svar som innehåll både engelska och ett icke-officiellt språk, 120 för franska och ett icke-officiellt, 4 450 för både franska och engelska, 30 för engelska, franska och ett icke-officiellt och omkring 10 300 personer vars svar inte kunde tydas. New Brunswicks officiella språk visas i fetstil. Siffrorna som anges ovan tar bara hänsyn till de svar där bara ett språk listats.

### Religion
Enligt 2001 års folkräkning tillhörde 54 % av befolkningen romersk-katolska kyrkan, 11% var baptister, 10 % United Church of Canada, 8 % Anglican Church of Canada och 3 % pingstvänner.